# Tipo 74
El Tipo 74 (74式戦車 Tanque de combate principal Tipo 74?), conocido también como Mitsubishi T-74, fue el tanque de batalla principal del Ejército japonés. Fue construido por Industrias Pesadas Mitsubishi como el sucesor del Tipo 61. Su diseño se basó en las mejores características de otros modelos contemporáneos, situándolo en la misma categoría que el M60 Patton estadounidense y el Leopard 1 alemán. Al igual que estos modelos, está armado con el cañón Royal Ordnance L7 de 105 mm. El Tipo 74 no fue ampliamente empleado sino hasta 1980, cuando las demás Fuerzas Armadas occidentales ya habían iniciado la introducción de modelos más adecuados a los escenarios de batalla, quedando automáticamente obsoleto.

## Historia

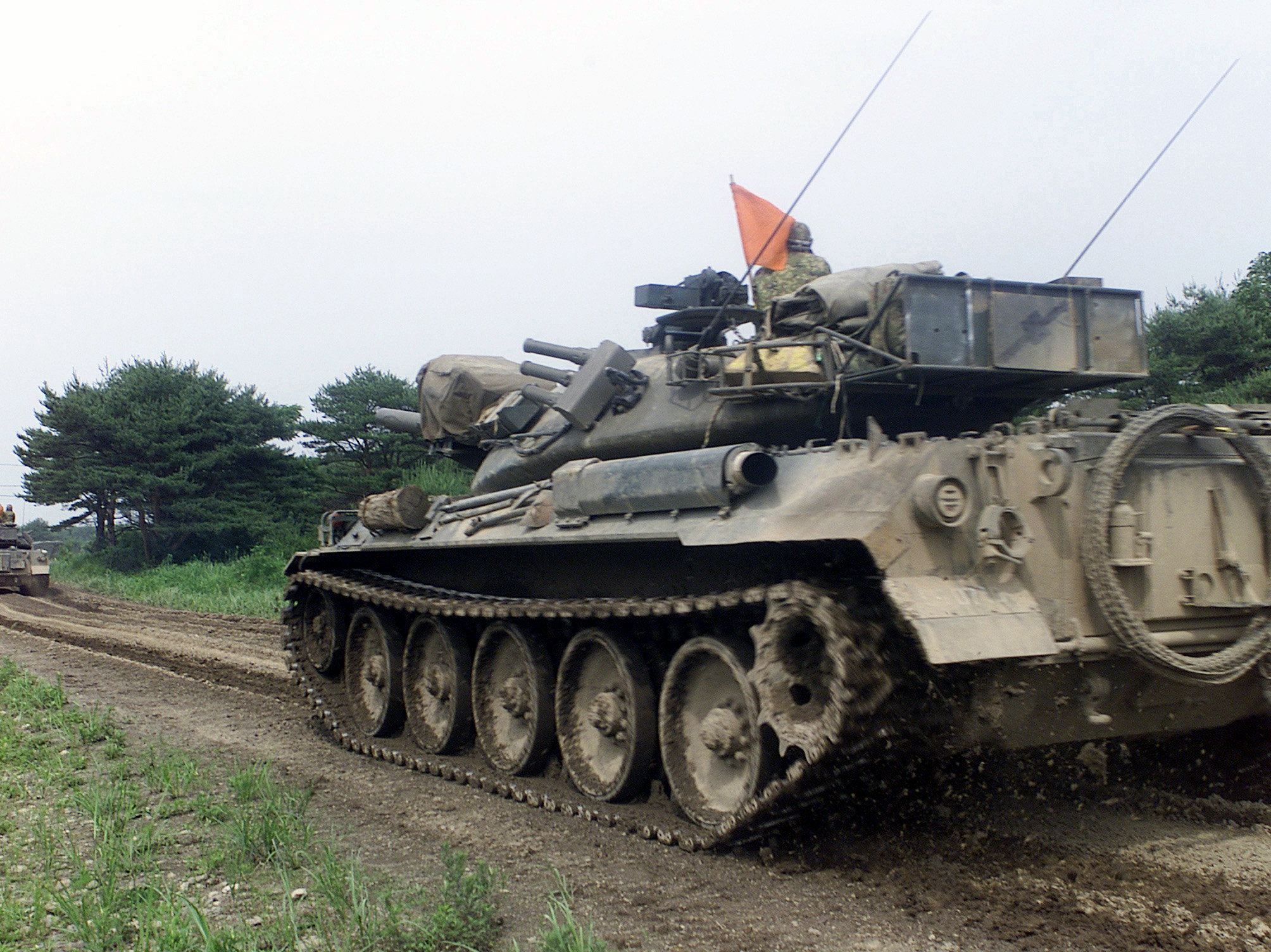
Vista posterior de un tanque Tipo 74.

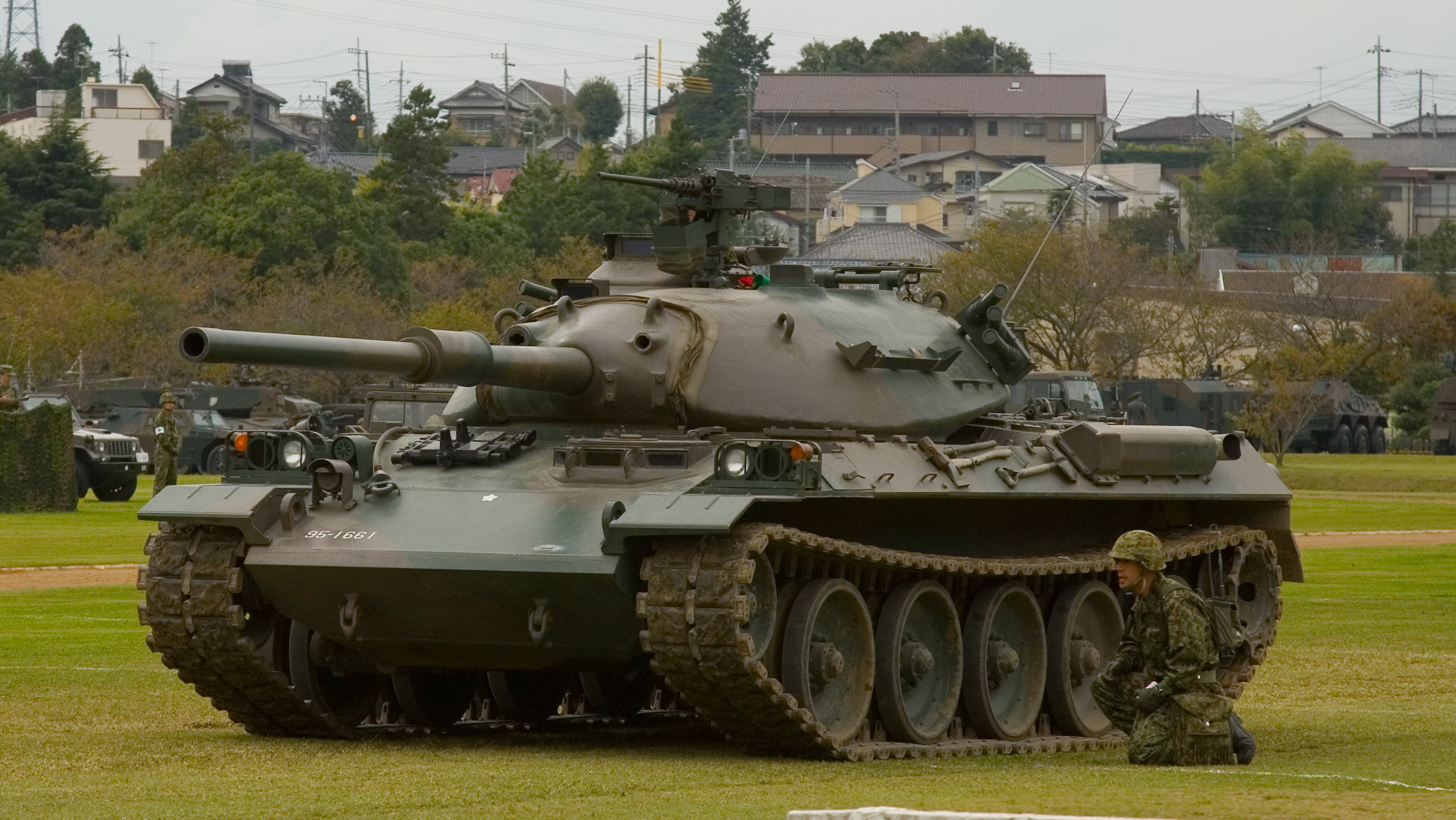
Vista delantera de un tanque Tipo 74.

El Ejército japonés inició investigaciones para diseñar un nuevo tanque con la empresa Mitsubishi en 1962, al observar que el Tipo 61 no sería capaz de hacer frente a los más recientes tanques soviéticos, como el T-62. Se agregaron características de varios modelos, inclusive la suspensión hidroneumática ajustable del MBT-70, el chasis de acero laminado del Leopard 1 y el cañón Royal Ordnance L7. Entre las características singulares del Tipo 74 figuraban una cúpula giratoria para el comandante y un cargador automático para el cañón. El diseño fue completado en 1964 y se construyeron diversos prototipos de prueba entre 1964 y 1967.  
El primer prototipo, denominado STB-1, fue suministrado a fines de 1968 y se le hicieron una serie de modificaciones hasta 1969. El cargador automático demostró ser demasiado complicado y caro, siendo retirado, al igual que la ametralladora antiaérea accionada por control remoto. El diseño de la torreta también fue cambiado, haciéndola más larga. Estos cambios dieron origen al STB-3, que fue suministrado en 1971. El prototipo final, denominado STB-6, fue suministrado en 1973. La producción del nuevo tanque empezó en septiembre de 1975, con la denominación Tipo 74, siendo suministradas 225 unidades hacia enero de 1980. Su producción fue cancelada en 1989, tras un total de 893 tanques.
Los Tipo 74 en servicio fueron actualizados con visores infrarrojos para el comandante y el artillero, así como un telémetro láser instalado en la cúpula del comandante. El puesto del artillero incluía una computadora digital para control de tiro, alimentada con los datos recabados por el telémetro del comandante. Los proyectiles para el cañón fueron actualizados de HEP a APFSDS y HEAT-MP. 
El Tipo 74 estaba generalmente desfasado incluso antes de entrar en servicio. El Tipo 90 debió haberlo reemplazado, pero con el fin de la Guerra Fría se tuvieron que modificar los planes. En 1993, cuatro Tipo 74 fueron actualizados al nuevo estándar Tipo 74 Kai (改) (Tipo 74 modelo G (G型) ) mediante la instalación de una cámara infrarroja pasiva y planchas de blindaje laterales extra. La actualización demostró ser demasiado costosa y el programa fue cancelado.
Estaba previsto que el Tipo 74 se retirara en marzo de 2024. [ 2 ] Como todas las unidades Tipo 74 restantes (9.º Batallón de Tanques, 10.º Batallón de Tanques y 13.ª Tropa de Tanques) se disolvieron en marzo de 2024, todos los Tipo 74 fueron retirados de la JGSDF.El Ministerio de Defensa planea almacenar unos 30 Tipo 74

## Variantes
- Tipo 74 primer modelo (74式戦車 初期生産型)
- Tipo 74 modelo B (74式戦車 B型)
- Tipo 74 modelo C (74式戦車 C型)
- Tipo 74 modelo D (74式戦車 D型)
- Tipo 74 modelo E (74式戦車 E型)
- Tipo 74 modelo F (74式戦車 F型)
- Tipo 74 modelo G/Kai (74式戦車 G型/改)
- Cañón antiaéreo autopropulsado Tipo 87 (87式自走高射機関砲)
- Vehículo de recuperación Tipo 78 (78式戦車回収車)
- Posapuentes Tipo 91 (91式戦車橋)

## Usuarios
Japón
Se produjeron 893 unidades entre septiembre de 1975 y 1989, de las cuales 225 fueron entregadas hacia enero de 1980. Habían 822 Tipo 74 en servicio en 1990, 870 en 1995 y el 2000, quedaban 700 en servicio en el 2006, pero se sabe que actualmente hay 864 en servicio. Dicha cifra podría reducirse a la mitad según otras fuentes, dados los recortes presupuestarios iniciados recientemente y en favor de sistemas de misiles antitanque.

### Desarrollos relacionados
- Tipo 61

### Vehículos similares
- - Leopard 1
- - TAM
- - M60 Patton
- - AMX-30
- - OF-40
- - Challenger 1
 - FV 4201 Chieftain
- - T-72

### Listas relacionadas
- Anexo:Tanques de combate principal por generación